# Josephine Rombouts
Josephine Rombouts (1971) studeerde Nederlands en Kunstgeschiedenis. Vijf jaar lang woonde ze met haar gezin op de Schotse Hooglanden. Ze werkte daar op een kasteel: Cliffrock Castle. Over die tijd publiceerde ze een aantal boeken. Verder werkt zij voor de NRC, maakt ze podcasts, ook is ze actief als schrijfcoach.

## Biblografie
- Cliffrock Castle, werken op een kasteel in Schotland (2018), Em. Querido's Uitgeverij BV
- Terug naar Cliffrock Castle: belevenissen op een Schots kasteel, (2019), Querido's Uitgeverij BV
- De weg naar Cliffrock Castle: een vlucht naar de Schotse Hooglanden (2020) Querido's Uitgeverij BV
- Het gevaar van Cliffrock Castle: verborgen leven op een Schots kasteel (2022) Querido's Uitgeverij BV
- 't Oenderkot, Uitgave in het kader van de 28e editie van de Week van het Zeeuwse boek, 2 nov t/m 11 nov, 2022, ISBN 978-94-93220-32-4
- Opmerkelijke vrouwen (2023) Querido's Uitgeverij BV
- De tien geboden voor vrouwen (2024) Querido's Uitgeverij BV

- International Standard Name Identifier: 0000 0004 7790 899X
- Virtual International Authority File: 938154381069730292223